# Chris Kanyon
Pour les articles homonymes, voir Kanyon.
Christopher Klucsaritis (né le 4 janvier 1970 à Sunnyside et mort le 2 avril 2010 à Sunnyside), plus connu sous le nom de ring de Chris Kanyon est un catcheur (lutteur professionnel) américain. Il est principalement connu pour son travail à la World Championship Wrestling (WCW) puis à la World Wrestling Federation / World Wrestling Entertainment (WWF puis WWE à partir de 2002).
Il commence sa carrière au début des années 1990 et rejoint la WCW en 1995. En 1997, il prend le nom de Mortis et incarne un catcheur masqué s'inspirant du personnage de  Reptile dans Mortal Kombat. et y remporte une fois le championnat du monde par équipes de la WCW avec Bam Bam Bigelow et Diamond Dallas Page. En plus de son travail de catcheur il est aussi responsable des cascades du film Ready to Rumble et du téléfilm The Jesse Ventura Story.
Il est ensuite engagé par la WWF en 2001 et remporte le championnat du monde par équipes de la WWF avec Diamond Dallas Page et est aussi champion des États-Unis de la WCW au cours de The Invasion.
Il quitte la WWE en 2003 et lutte dans diverses fédérations américaines avant de mourir le 2 avril 2010 à la suite d'une overdose médicamenteuse.
En dehors du monde du catch, Klucsaritis est le premier catcheur homosexuel à faire son coming out en 2006 alors qu'il est encore en activité.

## Jeunesse
Klucsaritis est fan de catch notamment de Roddy Piper et de Ric Flair. Après le lycée, il étudie la thérapie physique à l'université d'État de New York à Buffalo.

## Carrière de catcheur

### Entraînement et début de carrière (1992-1995)
Klucsaritis commence à s'entraîner pour devenir catcheur dans un gymnase de New York puis en Caroline du Nord à l'école de catch de The Fabulous Moolah,. C'est en Caroline du Nord qu'il rencontre James Mitchell qui voit son potentiel. Il commence sa carrière dans une petite fédération du Massachusetts le 22 août 1992.
Il apparaît brièvement à la Smoky Mountain Wrestling ainsi qu'à la World Wrestling Federation. Il arrête brièvement sa carrière en 1994 puis reprend l'entraînement au camp de Afa Anoaʻi.

### World Championship Wrestling (1995-2001)

#### Alliance avec Mark Starr (1995-1996)
En 1995, Klucsaritis va à l'enregistrement d'une émission de la World Championship Wrestling (WCW). Il y rencontre la secrétaire d'Eric Bischoff qui lui obtient un rendez-vous avec Jody Hamilton (en), l'entraîneur en chef du WCW Power Plant. Hamilton l'engage après cet essai. Il fait équipe avec Mark Starr (en) puis avec Mike Winner et se font connaitre sous le nom de Men at Work. Ils incarnent alors des ouvriers du bâtiment voulant s'essayer au catch.

#### Changement de nom de ring pour celui de Mortis (1997-1998)
Début 1997, la WCW lui demande de porter un masque afin d'incarner Mortis, un homme squelette radioactif librement inspiré du personnage de Reptile dans Mortal Kombat managé par James Vandenberg. Il perd son premier combat face à Glacier le 16 mars au cours d'Uncensored. Après ce combat, Mortis attaque son adversaire avec l'aide de Wrath. Un second match l'opposant à Glacier a lieu le 18 mai durant Slamboree qui se termine par la disqualification de Mortis après l'intervention de Wrath. Glacier s'allie avec Ernest Miller (en) et ils affrontent Mortis et Wrath le 13 juillet à Bash at the Beach. Au cours de ce combat, Vanderberg place une chaîne autour du pied de Mortis qui ensuite donne un coup de pied au visage de Glacier permettant de remporter ce combat.
Ils deviennent ensuite les rivaux de Meng et The Barbarian qui donne lieu à un match par équipes le 14 septembre à Fall Brawl. Mortis et Wrath sortent vainqueur de cette confrontation grâce à une intervention de James Vandenberg. Le lendemain, ils perdent un match pour le championnat du monde par équipes de la WCW face à Kevin Nash et Scott Hall. Il affronte Diamond Dallas Page le 29 décembre dans un match pour le championnat poids lourd des États-Unis de la WCW mais ne parvient pas à vaincre son adversaire.
Au début de l'année 1998, il demande à Raven s'il peut entrer dans le Raven's Flock et on lui demande de battre Diamond Dallas Page dans un match pour le championnat poids lourd des États-Unis de la WCW. Ce match a lieu le 12 février où Diamond Dallas Page conserve son titre. Après cette défaite, les membres du Raven's Flock viennent attaquer Mortis.
Il enlève son masque et prend le nom de ring de Kanyon et bat Saturn qui est un des membres du Raven's Flock le 14 juin durant The Great American Bash. Juste après cette victoire, À la fin de ce combats, deux catcheurs déguisés en Mortis interviennent, l'un d'eux s'avère être Raven qui attaque Kanyon. Par la suite Kanyon se fait passer pour un des fans dans le public ou un cadreur afin d'attaquer par surprise Raven durant ses combats. Les deux hommes s'affrontent le 6 juillet et leur affrontement se conclut sur un no contest après que Saturn attaque Raven. Après cela, Saturn fait passer Raven à travers une table. Les trois hommes s'affrontent le 8 août à Road Wild où Saturn l'emporte malgré l'intervention d'Horace Hogan (en) en faveur de Raven.
Une fois sa rivalité avec Raven terminé, Kanyon part travailler dans les studios de cinéma comme responsable des cascades du film Ready to Rumble et du téléfilm The Jesse Ventura Story,.

#### Membre de laJersey Triad(1999)
Le 31 mai 1999, Kanyon remplace Raven où il fait équipe avec Saturn qui est alors champion du monde par équipes de la WCW et ils perdent leur match face à Diamond Dallas Page et Bam Bam Bigelow ainsi que les ceintures.

### World Wrestling Federation

#### WCW Invasion/The Alliance
Le 6 juillet 2001, Chris Kanyon fait ses WWF debut à WWE SmackDown dans l'Alliance, un groupe de catcheurs de la WCW. À Invasion Kanyon avec Shawn Stasiak et Hugh Morrus battent The Big Show, Billy Gunn et Albert dans un 6 man tag team match.
Le 26 juillet 2001 au Mellon Arena de Pittsburgh, Pennsylvanie, WCW World Heavyweight Champion Booker T, demande à Stephanie McMahon, que Kanyon garde sa ceinture WCW United States Championship Kanyon refait équipe avec Diamond Dallas Page, le 6 août 2001 à RAW quand Kanyon vient en aide à Page durant une attaque face à The Undertaker. Le 9 août 2001, à SmackDown ils battent les Acolytes Protection Agency (Faarooq et Bradshaw) pour les ceintures du WWF Tag Team Championship.
Le 19 août 2001, ils perdent face aux Brothers of Destruction (Kane et The Undertaker) dans un steel cage match au SummerSlam 2001 dans le Compaq Center de San Jose, Californie. Kanyon perd la ceinture United States Championship face à Tajiri le 10 septembre 2001 à RAW, San Antonio, Texas.

#### Blessure et OVW
Le 29 octobre 2001, Kanyon catche dans un dark match avec Randy Orton, et se blesse. En mai 2002, Kanyon combat à la Ohio Valley Wrestling de Louisville, une branche de la WWE. Le 13 juillet 2002, Kanyon se blesse une nouvelle fois. Kanyon revient à la OVW en octobre 2002, et revient lors de darks matches après Raw et WWE SmackDown de 2002 à 2003.

### Retraite et décès (2004-2010)
Le 9 février 2004, après plusieurs blessures, la WWE met fin à son contrat. Il se retire du monde du catch le 28 août 2004 après avoir perdu son dernier match face à Diamond Dallas Page à Wayne dans le New Jersey. En juillet 2005, il en fait l'annonce officielle sur le circuit indépendant.
Kanyon apparait à la Total Nonstop Action Wrestling (TNA) sous le nom de Chris K à Turning Point le 11 décembre 2005, choisi par Larry Zbyszko. Chris K, perd face à Raven. Il quitte alors la TNA, après un désaccord contractuel.
Kanyon part à la Pro Wrestling Guerrilla (PWG) et s'attaque au champion du monde de la fédération, Joey Ryan. Joey retient son titre après l'intervention d'un Mortis[Quoi ?].
Le 2 avril 2010, il est retrouvé mort d'une surdose médicamenteuse dans son appartement.

## Vie privée
Klucsaritis est homosexuel et fait son coming out début 2006.

## Palmarès
- World Championship Wrestling (WCW)
  - 2 fois champion du monde par équipes de la WCW avec Diamond Dallas Page et Bam Bam Bigelow[26]

- World Wrestling Federation (WWF)
  - 1 fois champion des États-Unis de la WCW[27]
  - 1 fois champion du monde par équipes de la WWF avec Diamond Dallas Page[28]

## Récompenses des magazines
- Pro Wrestling Illustrated
  - 4e catcheur ayant le plus progressé de l'année 1999[29]

| Année | 1997 | 1998 | 1999 | 2000       | 2001 | 2002       | 2003 |
| ----- | ---- | ---- | ---- | ---------- | ---- | ---------- | ---- |
| Rang  | 174  | 108  | 110  | Non classé | 148  | Non classé | 132  |